# Xenoclarias eupogon
Cá da trơn nước sâu hồ Victoria (Xenoclarias eupogon) là một loài cá da trơn thuộc họ Clariidae. Đây là loài duy nhất trong chi Xenoclarias, là loài đặc hữu của hồ Victoria, và được tìm thấy ở các khu vực nước sâu từ 12 đến 20 mét (39–66 ft). Loài này bị đe dọa tuyệt chủng.